# Handštajn
Handštajn (z německého der Hand–Gestein nebo der Handstein, lat. Lapis manualis, angl. handstone) je kámen o velikosti uzvednutelné jednou rukou, raritní exemplář bohatě asymetricky tvarované stříbrné, měděné, cínové nebo polymetalické rudy, vylomený, zbroušený nebo zpracovaný zlatníkem jako výtvarné dílo, zpravidla instalovaný na podstavec ze zlaceného stříbra, zlacené mědi nebo ze dřeva. Handštajny pocházejí z rudných oblastí střední Evropy, nejčastěji z Krušných hor z české i saské strany, ze západního Tyrolska (Schwaz), Příbramska nebo středního Slovenska, ze 16. až 18. století.

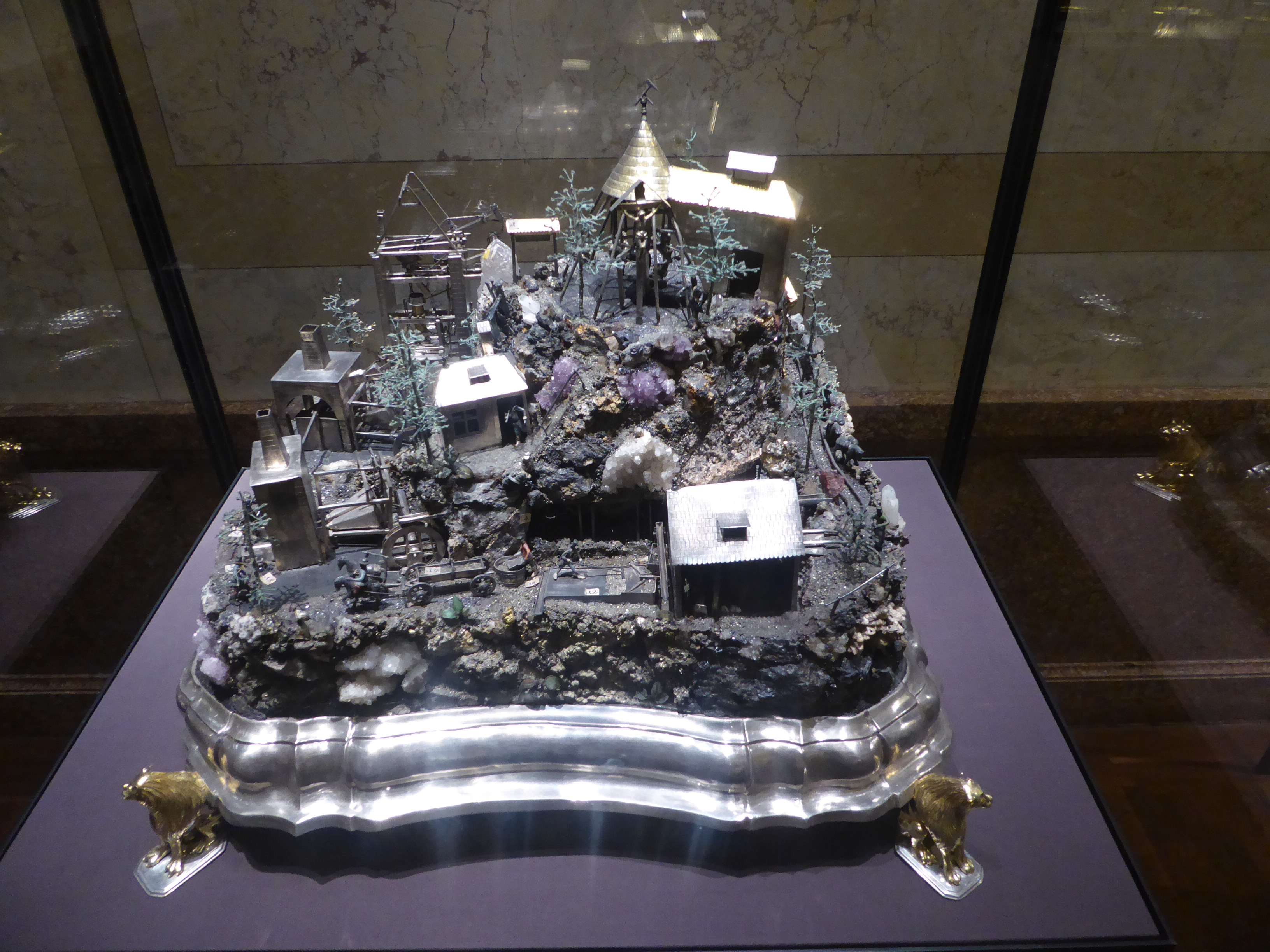
Handštajn pro císaře Josefa II.

## Materiály
chalkopyrit, zlato, stříbrná ruda: akantit, argentit, smolinec, cínovec, pyrhotin, pyrit, proustit, pyrargyrit, markazit, polymetalické rudy; tvary: masivní agregáty – drúzy krystalů či valouny s povrchem výrazně členitým, zrnitým, hroznovitým, či vyvinutými vícečetnými srůsty krystalů.

## Historie a náměty
- Nejstarší handštajny pocházejí z období renesance a manýrismu od 2. čtvrtiny 16. století do 1. poloviny 17. století. K nejvýznamnějším mistrům patřil Caspar Ulich v Jáchymově[1]. Kus nerostu byl zčásti opracován, dotvořen na kalvárii s plastikou ukřižovaného nebo vítězného Krista na vrcholu, nebo jako skála Golgoty, pod kterou se modlí Kristus v zahradě Getsemanské, nebo jako křížová cesta s Kristem nesoucím kříž. Pro utrakvistické prostředí jsou typické také starozákonní náměty jako Stvoření Evy nebo Vyhnání z ráje, Abrahámova Oběť, nebo dvojice motivů, z nichž jeden je starozákonní a druhý novozákonní. Doprovodnými motivy bývají figurky tematicky příbuzné, nebo reálné postavičky kutajících horníků s kladívky či rumpálem, sloje, přístřešky, kaple nebo i skalní hrad. Podstavec tohoto objektu bývá tvarován jako noha kalicha s vysokým dříkem a širokou patkou. Existovaly také drobné verze šperkové, kaménky zasazené do zlata a nošené jako amulet.
- Mladší handštajny z 18. a raného 19. století bývají větších rozměrů, rozložené do šířky, mají podstavné nožky a dno ve tvaru a velikosti podnosu, někdy také s uchy pro přenášení. Jejich skály jsou slepené z několika kusů horniny a mohou zobrazovat hornické a hutnické práce, život venkovanů kolem zříceniny hradu nebo městečko. Během 19. století bývají v těchto výtvarných dílech handštajny stále více nahrazovány jinými přírodninami organického původu (dřevo, kůra, mech), kašírovaným plátnem nebo papírovinou. Stále častěji se objevují jesličky (betlém), modely skutečných hradů, měst nebo řemeslnických dílen. Zavádí se pohyblivé modely s převody. Druhou skupinu tvoří figurální náměty, sošky horníků nebo nosičů (například Maura), kteří na handštajnu buď stojí, nebo jej drží, nebo nesou na hlavě. Dosavadní repertoár nerostů je rozšířen o drúzy krystalů drahokamů.

## Provenience
- Krušnohoří: okolí Jáchymova, Annaberg, Marienberg, Freiberg
- Příbramsko
- střední Slovensko: Banská Bystrica, Banská Štiavnica, Kremnice, Špania Dolina, Slovenské rudohoří[2].
- Tyrolsko: Schwaz
- Sasko: Harz
- jiné: Ural

## Význam
Pro svůj vzácný výskyt, drahocenné materiály a ojedinělé umělecké zpracování handštajny od počátku platily za kuriozity. Přičítala se jim zázračná ochranná moc, staly se votivními objekty římskokatolické i luteránské úcty. Byly opředené magickými či mytickými vlastnostmi. Nosily se v průvodu při slavnostech horníků a hutníků, aby jimi byl přivolán zdar v těžbě rudy. Spojovaly se s alchymií a staly se vyhledávanými sběratelskými předměty. Sbírali je například císař Rudolf II., arcivévoda Ferdinand Tyrolský, Petr Vok z Rožmberka, kurfiřti August Saský, Mořic Saský a Maxmilián I. Bavorský. V 18. století se handštajny staly součástí výzdoby stolů šlechtického stolování a diplomatickými dárky. Tak například nástolec s modely slovenských báňských měst dostal císař Josef II.. Další příklady mají hutnická muzea v Rakousku (Vídeń, Ambras)  a v Německu (Drážďany, Freiberg, Bochum).

## Sbírky
Cenných originálů ze 16.–18. století se dochovalo velmi málo, v řádu desítek kusů. Častější jsou stolní ozdoby z 19. století, doplněné zpravidla soupravou koflíků a konviček na kávu nebo lahviček na ingredience. Časté jsou také novodobé napodobeniny, které dosud zhotovují i profesionální výtvarníci.
Muzea
- Mincovna Jáchymov
- Hornické muzeum Příbram
- Národní muzeum
- Kunsthistorisches Museum Vídeň
- Technické muzeum Vídeň
- Ambras (zámek), Innsbruck
- Státní umělecké sbírky Drážďany, (Grünes Gewölbe
- Deutsches Bergbaumuseum Bochum
- Stredoslovenské múzeum Banská Bystrica